# اقتصاد لبنان
يُصنّف اقتصاد لبنان على أنه اقتصاد نامٍ ذو دخل متوسط أعلى. قُدّر الناتج المحلي الإجمالي الاسمي بـ 54.1 مليار دولار في العام 2018، وبلغ نصيب الفرد من الناتج المحلي الإجمالي 12،000 دولار. في حين بلغ الإنفاق الحكومي 15.9 مليار دولار في العام نفسه أي ما يعادل %23 من إجمالي الناتج المحلي. ويستحوذ القطاع الخاص على أزيد من 75% من إجمالي الاقتصاد.
توسّع الاقتصاد اللبناني بشكل ملحوظ بعد حرب 2006، حيث بلغ معدل النمو 9.1٪ بين عامي 2007 و 2010. بعد عام 2011، تأثر الاقتصاد المحلي بالحرب الأهلية السورية، حيث نما بمعدل سنوي بلغ 1.7٪ في الفترة ما بين عامي2011 و2016 وبنسبة 1.5٪ في عام 2017. في عام 2018، قدر حجم الناتج المحلي الإجمالي بنحو 54.1 مليار دولار. لبنان هو ثالث أعلى بلد مثقل بالديون في العالم من حيث نسبة الدين العام إلى الناتج المحلي الإجمالي. ونتيجةً لذلك؛ استَهلكت مدفوعات الفائدة 48٪ من إيرادات الحكومة المحلية في عام 2016، ما حدّ من قدرة الحكومة على إجراء الاستثمارات اللازمة في البنية التحتية وغيرها من السلع العامة.
لدى لبنان تقليد ثابت في مبدأ عدم التدخل، حيث ينص دستور البلاد على أن «النظام الاقتصادي حر يكفل المبادرة الفردية والملكية الخاصة». تشمل القطاعات الاقتصادية الرئيسية: المنتجات المعدنية والخدمات المصرفية والزراعة والكيماويات ومعدات النقل.
في عام 2024 تم إدراج لبنان في القائمة الرمادية لمجموعة العمل المالي، ما يعرضه لمراقبة دولية متزايدة، وبالتالي يجب عليه إثبات أنه يعمل على تصحيح المشكلات المتعلقة بمكافحة غسيل الأموال وتمويل الإرهاب. فإذا فشل في تنفيذ المتطلبات أو لم يقم بالتغييرات اللازمة في الوقت المحدد، فقد يتم تصنيفه في القائمة السوداء، حيث سيواجه قيودًا اقتصادية أكثر صرامة وقد يجد صعوبة أكبر في التعامل مع النظام المالي الدولي.

## التاريخ
| عام  | لبنان  | متوسط الشرق الأوسط وشمال أفريقيا |
| ---- | ------ | -------------------------------- |
| 1980 | 5،322  | 3،346                            |
| 1981 | 5،897  | 3،581                            |
| 1982 | 3،970  | 3،681                            |
| 1983 | 5،064  | 3،781                            |
| 1984 | 7،592  | 3،903                            |
| 1985 | 9،613  | 3،980                            |
| 1986 | 9،025  | 3،873                            |
| 1987 | 10،722 | 3،869                            |
| 1988 | 7،875  | 3،826                            |
| 1989 | 4،674  | 4،001                            |
| 1990 | 4،158  | 4،191                            |
| 1991 | 5،649  | 4،472                            |
| 1992 | 5،925  | 4،570                            |
| 1993 | 6،352  | 4،658                            |
| 1994 | 6،868  | 4،764                            |
| 1995 | 7،320  | 4،860                            |
| 1996 | 7،606  | 5،138                            |
| 1997 | 7،892  | 5،352                            |
| 1998 | 8،031  | 5،512                            |
| 1999 | 7،928  | 5،585                            |
| 2000 | 8،077  | 5،876                            |
| 2001 | 8،478  | 6،063                            |
| 2002 | 8،792  | 6،261                            |
| 2003 | 9،144  | 6،711                            |
| 2004 | 9،959  | 7،175                            |
| 2005 | 10،367 | 7،360                            |
| 2006 | 10،751 | 7،882                            |
| 2007 | 11،893 | 8،354                            |
| 2008 | 13،116 | 8،735                            |
| 2009 | 14،197 | 10،862                           |
| 2010 | 15،168 | 10،920                           |
| 2011 | 15،523 | 11،896                           |
| 2012 | 15،985 | 13،088                           |

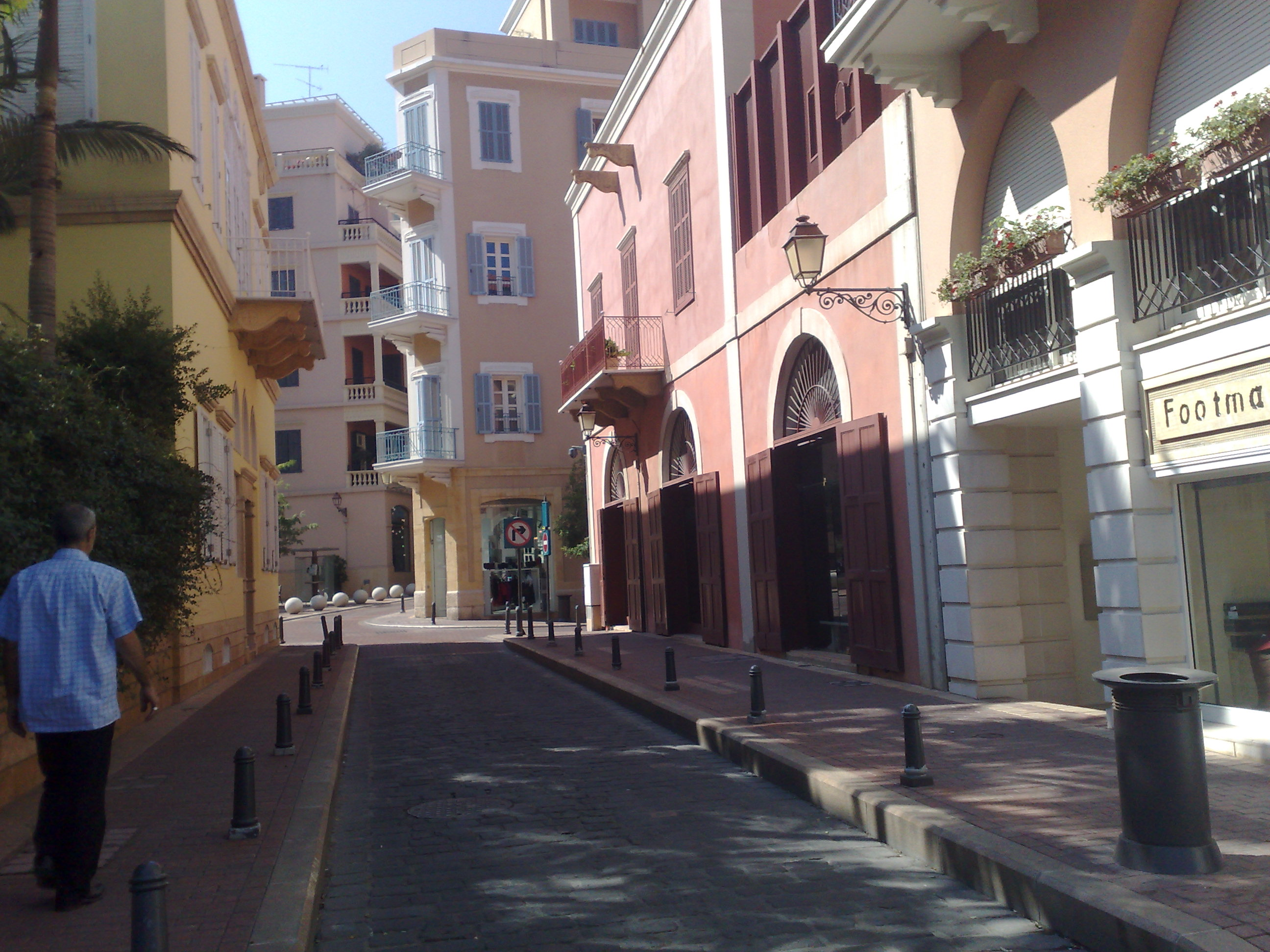
شارع للمشاة فقط في الحي المركزي ببيروت.

ألحقت الحرب الأهلية اللبنانية 1975-1990 أضرارًا جسيمة بالبنية التحتية الاقتصادية في لبنان، وخفضت الإنتاج الوطني بمقدار النصف، وكان لها عواقب وخيمة على مكانة لبنان كمركز للأعمال المصرفية في الشرق الأوسط. بعد الحرب، استعادت الحكومة المركزية قدرتها على تحصيل الضرائب والسيطرة على الموانئ والمرافق الحكومية الرئيسية. ونتيجة لذلك، ارتفع نصيب الفرد من الناتج المحلي الإجمالي بنسبة 353% في التسعينيات من القرن الماضي.
ساعد النظام المصرفي السليم من الناحية المالية على الانتعاش الاقتصادي وصمود الشركات الصغيرة والمتوسطة الحجم، مع التحويلات العائلية والخدمات المصرفية والصادرات الصناعية والزراعية والمساعدات الدولية باعتبارها المصادر الرئيسية للنقد الأجنبي. حقق الاقتصاد اللبناني مكاسب مثيرة للإعجاب منذ إطلاق برنامج الحكومة لإعادة الإعمار المسمى «أفق 2000» بقيمة 20 مليار دولار في عام 1993.نما الناتج المحلي الإجمالي الحقيقي بنسبة 8% في عام 1994 و 7% في عام 1995 قبل أن تؤدي عملية عناقيد الغضب الإسرائيلية في أبريل 1996 إلى توقف النشاط الاقتصادي. نما الناتج المحلي الإجمالي الحقيقي بمتوسط معدل سنوي أقل من 3% سنويا لعامي 1997 و 1998 و 1% فقط في عام 1999. خلال الفترة 1992-1998 ، انخفض التضخم السنوي من أكثر من 100% إلى 5%، وقفز احتياطي النقد الأجنبي من 1.4 مليار دولار إلى أكثر من 6 مليارات دولار. أدت التدفقات الرأسمالية المتزايدة إلى فوائض في المدفوعات الأجنبية، وظلت الليرة اللبنانية مستقرة نسبيًا. كما تم إحراز تقدم في إعادة بناء البنية التحتية المادية والمالية للبنان التي مزقتها الحرب. قامت شركة سوليدير، التي يبلغ رأسمالها ملياري دولار، بإدارة إعادة إعمار وسط بيروت. أعيد فتح سوق الأوراق المالية في يناير 1996، وعادت البنوك الدولية وشركات التأمين للعمل. ومع ذلك، تواجه الحكومة تحديات خطيرة في المجال الاقتصادي. واضطرت إلى تمويل إعادة الإعمار من خلال استغلال احتياطيات النقد الأجنبي وزيادة الاقتراض. تقليص عجز الموازنة الحكومية هو هدف رئيسي للحكومة الحالية. نمت الفجوة بين الأغنياء والفقراء في التسعينيات من القرن الماضي، مما أدى إلى استياء شعبي من التوزيع المنحرف لفوائد إعادة الإعمار ودفع الحكومة إلى تحويل تركيزها من إعادة بناء البنية التحتية إلى تحسين الظروف المعيشية.
بعد انتهاء الحرب الأهلية، تمتع لبنان باستقرار كبير، واكتملت إعادة إعمار بيروت، وتدفقت أعداد متزايدة من السياح على منتجعات البلاد. شهد الاقتصاد نموا، حيث بلغت أصول البنوك أكثر من 75 مليار دولار أمريكي، كما سجلت القيمة السوقية أعلى مستوياتها على الإطلاق، حيث قُدرت بنحو 10.9 مليار دولار في نهاية الربع الثاني من عام 2006. ألحقت حرب 2006 التي استمرت شهرًا أضرارًا بالغة بالاقتصاد اللبناني، لا سيما قطاع السياحة. على مدار عام 2008، أعاد لبنان بناء بنيته التحتية بشكل رئيسي في قطاعي العقارات والسياحة، مما أدى إلى اقتصاد قوي نسبيًا بعد الحرب.  المساهمون الرئيسيون في إعادة إعمار لبنان هم المملكة العربية السعودية (بتعهدات بقيمة 1.5 مليار دولار أمريكي)، الاتحاد الأوروبي (بحوالي 1 مليار دولار) وعدد قليل من دول الخليج العربي الأخرى بمساهمات تصل إلى 800 مليون دولار.
نظرًا للاضطرابات الأمنية المتكررة التي يواجهها النظام المصرفي اللبناني، فقد تبنى نهجًا محافظًا، مع لوائح صارمة يفرضها البنك المركزي لحماية الاقتصاد من عدم الاستقرار السياسي. تركت هذه اللوائح بشكل عام البنوك اللبنانية سالمة من الأزمة المالية 2007–2008. لا تزال البنوك اللبنانية، في ظل الظروف الحالية، عالية السيولة وتشتهر بأمنها في أواخر عام 2008 ، قامت وكالة موديز بتحويل التصنيف السيادي للبنان من مستقر إلى إيجابي، معترفةً بأمنه المالي. علاوة على ذلك، مع زيادة بنسبة 51% في بورصة بيروت، صنف مؤشر MSCI للأسواق الناشئة لبنان كأفضل أداء عالمي في عام 2008. لبنان هو واحد من سبع دول فقط في العالم زادت فيها قيمة البورصة في عام 2008. شهد الاقتصاد اللبناني مرونة مستمرة، حيث نما بنسبة 8.5% في عام 2008 و 7% في عام 2009 و 8.8% في عام 2010. ومع ذلك، ظلت نسبة دين لبنان إلى الناتج المحلي الإجمالي واحدة من أعلى المعدلات في العالم.
أصدر صندوق النقد الدولي تقريره الثاني عن لبنان في أكتوبر 2015 ، حيث انخفضت توقعاته بمعدل النمو الاقتصادي إلى 2%، مقارنة بمعدل نمو 2.5% في التقرير الأول الصادر في أبريل 2015.
في أكتوبر 2019، شهد لبنان احتجاجات عمّت البلاد اندلعت على خلفية تدهور الأوضاع الاقتصادية في البلاد.خرجت آلاف التظاهرات إلى وسط شوارع بيروت، مطالبين باستقالة حكومة رئيس الوزراء سعد الحريري بسبب «فشلها التام في وقف تدهور الأوضاع الاقتصادية والمعيشية في البلاد». بدأت الاحتجاجات بعد أن أعلنت الحكومة فرض رسوم قدرها 20 سنتًا يوميًا على استخدام بروتوكول الصوت عبر الإنترنت عبر تطبيقات التواصل الاجتماعي، بما في ذلك واتساب وفيسبوك وتطبيقات أخرى.
خلال الجزء الأول من عام 2020، انهار مصرف لبنان المركزي واحتاجت الحكومة إلى اللجوء لصندوق النقد الدولي لتغطية عجز قدره 50 مليار دولار.
في أغسطس 2020، تسبب انفجار 2،750 طن نترات الأمونيوم في مستودع ميناء بيروت في تدمير «صومعة الحبوب الكبيرة» في البلاد. بالإضافة إلى مقتل أكثر من 150 شخصًا وتدمير عدة كيلومترات مربعة من المباني في قلب وسط المدينة. بحلول 9 أغسطس، أعلن إيمانويل ماكرون عن أكثر من 250 مليون يورو من المساهمات العالمية لجهود الإغاثة. في 10 أغسطس، استقالت حكومة حسان دياب. في اليوم السابق، وضعت مديرة صندوق النقد الدولي، كريستينا جورجيفا، أربعة شروط لتعاون منظمتها:
- استعادة الملاءة المالية للدولة
- تقليص الخسائر في الشركات المملوكة للدولة
- إصدار قانون لتنظيم تدفقات رأس المال الخارجة
- إنشاء شبكة أمان اجتماعي

في 14 أغسطس، أطلق مكتب الأمم المتحدة لتنسيق الشؤون الإنسانية نداء بقيمة 565 مليون دولار للجهات المانحة لتقديم المساعدة لضحايا التفجيرات. تركزت جهود الأمم المتحدة على: الوجبات والإسعافات الأولية والملاجئ وإصلاح المدارس. سيستخدم مكتب الأمم المتحدة لتنسيق الشؤون الإنسانية بعض الأموال التي جمعها ماكرون.

## التجارة

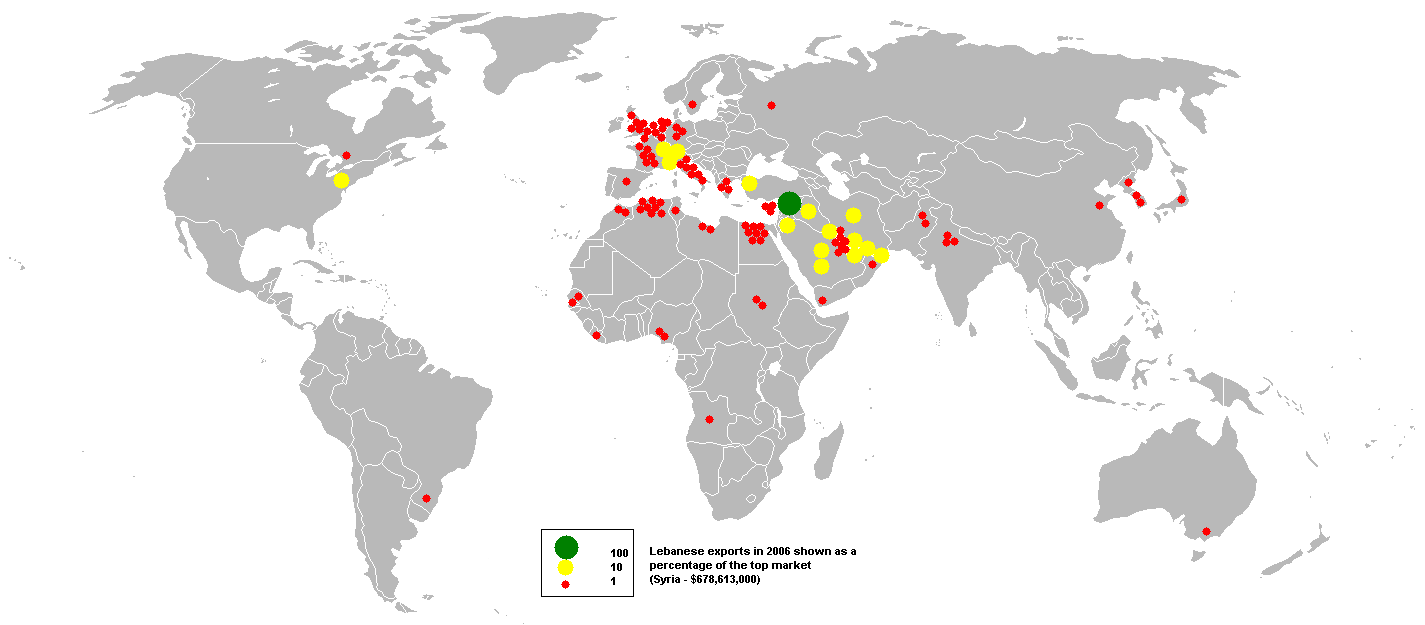
الصادرات اللبنانية عام 2006

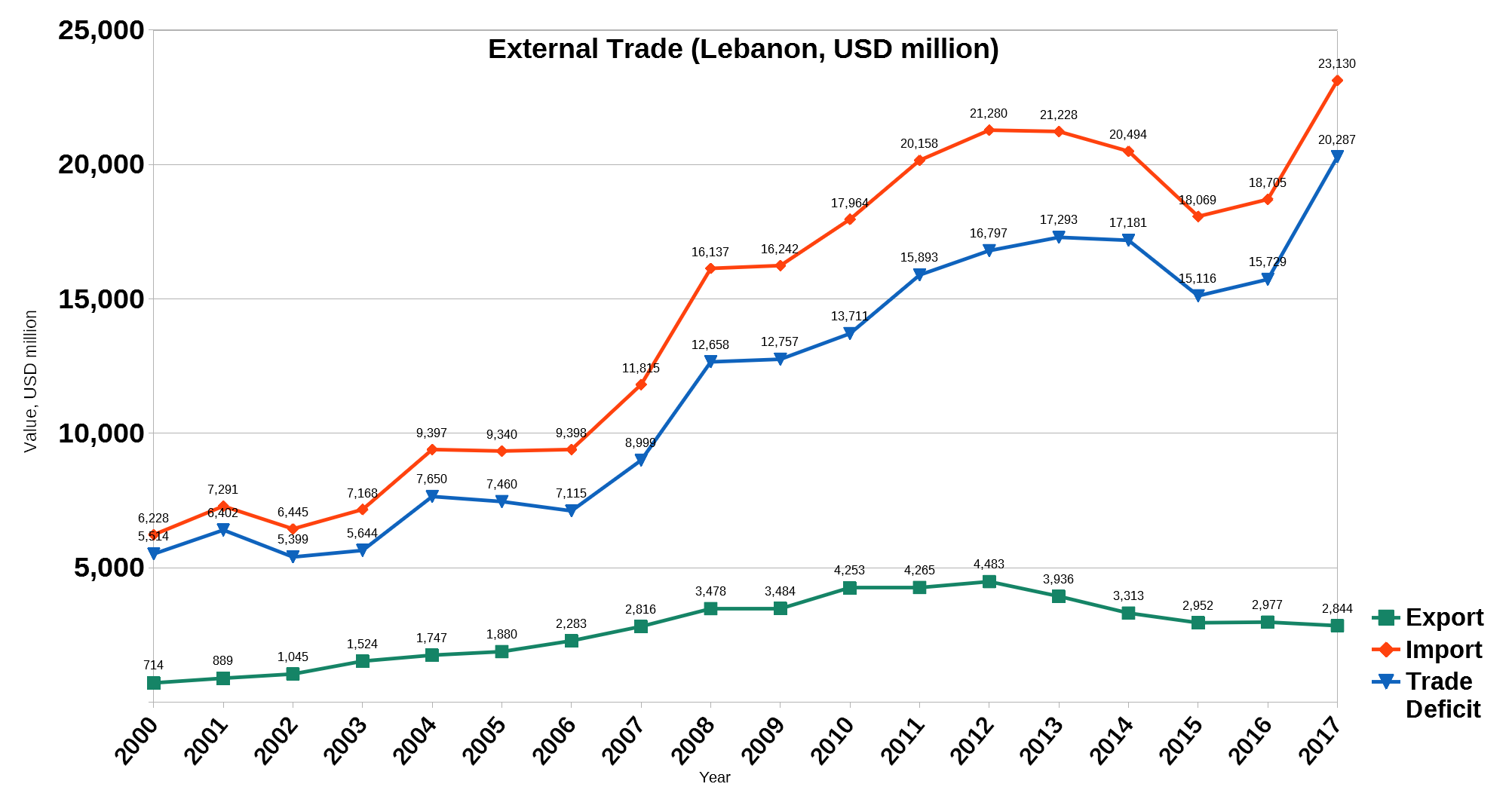
التجارة الخارجية (مليون دولار أمريكي)

الميزان التجاري اللبناني سلبي من الناحية الهيكلية.  في عام 2017، بلغ العجز التجاري 20.3 مليار دولار. واستوردت البلاد ما قيمته 23.1 مليار دولار من السلع والخدمات، وصدرت 2.8 مليار دولار.
يتمتع لبنان بنظام سوق تنافسي وحر وتقاليد تجارية قوية في سياسة عدم التدخل، الاقتصاد اللبناني خدمي. تشمل قطاعات النمو الرئيسية الخدمات المصرفية والسياحة. لا توجد قيود على الصرف الأجنبي أو حركة رأس المال.

### الأمن الغذائي
وشكلت المواد الغذائية 18% من القيمة الدولارية لواردات لبنان عام 2018، بحسب إحصائيات البنك الدولي. القمح والثروة الحيوانية نوعان من المواد الغذائية التي يعتمد لبنان على استيرادها. يتم الحصول على حوالي 90% من القمح المستورد من أوكرانيا وروسيا. يتم الاحتفاظ باحتياطي القمح في لبنان في صوامع في مرفأ بيروت ويغطي حوالي ثلاثة أشهر من الاستهلاك. في عام 2019، بلغ إنتاج القمح المحلي 130 ألف طن، وبلغت واردات القمح الكامل 570 ألف طن.
الأمن الغذائي في لبنان موضوع نقاش. من ناحية أخرى، استخدم المسؤولون في لجنة الأمم المتحدة الاقتصادية والاجتماعية لغرب آسيا برنامج الغذاء العالمي في مايو 2016 لبيع قصة أن الدولة تستورد ما يصل إلى 80٪ من احتياجاتها. من ناحية أخرى، قيل للجمهور المحلي أن البلد يكاد يكون مكتفيًا ذاتيًا من الغذاء:

## الفساد
وفقًا لمنظمة الشفافية الدولية غير الحكومية، يحتل لبنان المرتبة 138 من بين 180 دولة شملها الاستطلاع على مؤشر مدركات الفساد. أشار استطلاع أجرته منظمة الشفافية الدولية في عام 2016 إلى أن 92% من اللبنانيين يعتقدون أن الفساد قد ازداد في ذلك العام. كما أفاد 67% من أفراد العينة بأنهم يعتقدون أن غالبية النخب السياسية والاقتصادية فاسدة، و 76% أفادوا بأن أداء الحكومة كان سيئاً فيما يتعلق بمكافحة الفساد.
اعتبارًا من يوليو 2020، تم تجميد أصول رياض سلامة، محافظ مصرف لبنان (البنك المركزي للبلاد) منذ عام 1993، ويواجه جلسة استماع في أكتوبر بتهمة اختلاس أصول البنك المركزي، وسوء إدارة الأموال العامة.
دمر الانفجار مرفأ بيروت ودمر العديد من المنازل، وشرد ما يقرب من 300 ألف شخص. وأدى هذا الانفجار إلى هدم الميناء الرئيسي للبلاد الذي كان يستخدم لاستيراد المواد الغذائية.

## الملاذ المالي
في عام 2018، احتلت لبنان المرتبة 11 في مؤشر السرية المالية. لدى لبنان تاريخ قوي من السرية المصرفية لكنه اتخذ خطوات لمكافحة غسل الأموال والاحتيال الضريبي في السنوات الأخيرة. اعتبارًا من يناير 2019، تنطبق السرية المصرفية على اللبنانيين المقيمين في لبنان، ولكنها لا تنطبق على مواطني الولايات المتحدة والمقيمين الماليين في الولايات المتحدة منذ تقديم اتفاقية فاتكا. لبنان جزء من المنتدى العالمي للشفافية وتبادل المعلومات للأغراض الضريبية وقد وقع اتفاقية لتبادل البيانات المالية مع دول أخرى، ولكن اعتبارًا من يناير 2019، لم يلتزم ببعض أحكام المعاهدة.
أكد علي حسن خليل وزير المالية، أن مشروع موازنة 2019 أظهر عجزا يقل عن 9٪ من الناتج المحلي الإجمالي مقارنة بـ 11.2٪ في 2018. كما زعم خليل أن توقعات النمو الاقتصادي البالغة 1.5٪ قد ترتفع إلى 2٪ في 2019.

## الاستثمار

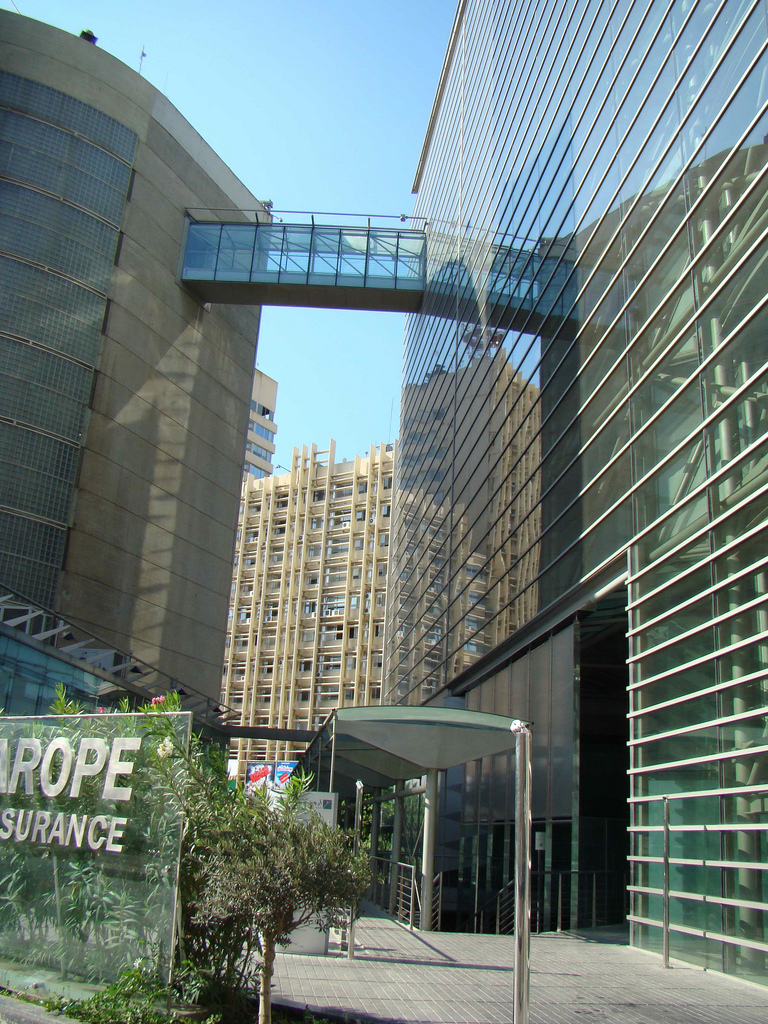
مكاتب في بيروت.

بلغت القيمة الرأسمالية لسوق الأوراق المالية للشركات المدرجة في لبنان 9.6 مليار دولار في يناير 2019، مسجل انخفاضًا بعد أن كانت 11.5 مليار دولار في يناير 2018.
لم يكن لبنان قادرًا على اجتذاب مساعدات خارجية كبيرة لمساعدته على إعادة البناء بعد الحرب الأهلية الطويلة (1975-1989) والاحتلال الإسرائيلي للجنوب (1978-2000). بالإضافة إلى ذلك، التوازن الاجتماعي الدقيق والانحلال شبه التام للحكومة المركزية خلال الحرب الأهلية، أعاق جهود الدولة لجني الإيرادات لتمويل جهود التعافي. وبذلك تراكمت عليها ديون كبيرة وصلت بحلول عام 2001 إلى 28 مليار دولار أو ما يقرب من 150% من الناتج المحلي الإجمالي. كان الأداء الاقتصادي بطيئًا في عامي 2000 و2001 (نمو صفري في عام 2000، والتقديرات بين 1.0% و1.4% في عام 2001، يعزى إلى حد كبير إلى ارتفاع طفيف في مجال السياحة والخدمات المصرفية والصناعة والبناء). قُدرت البطالة بنسبة 14% لعام 2000 و29% بين الفئة العمرية 15-24 سنة، مع تقديرات أولية بزيادات أخرى في عام 2001. غير أن العديد من المغتربين اللبنانيين تمكنوا من العودة إلى البلاد بسبب الأوضاع المالية التي يواجهونها في الخارج، بسبب الأزمة الاقتصادية العالمية. كما أن المزيد من فرص العمل تجتذب المزيد من الشباب اللبنانيين للحصول على فرصة للعودة والعمل في لبنان، وأيضاً تعود بالفائدة على اللبنانيين المقيمين في البلاد المتخرجين من الجامعات.

## الاستثمار الأجنبي
لا توجد قيود تذكر على الاستثمار الأجنبي، باستثناء الكيانات والمواطنين الإسرائيليين. لا توجد عقوبات تجارية أمريكية على مستوى البلاد ضد لبنان، على الرغم من استهداف الحكومة الأمريكية حزب الله والأفراد المرتبطين به. الملكية الأجنبية للعقار قانونية في ظل ظروف معينة.
وفقًا لتقرير صادر عن صحيفة وول ستريت جورنال: «يتمتع لبنان بواحد من أعلى نسب الدين العام إلى الناتج المحلي الإجمالي في العالم، حيث يرتفع إلى أكثر من 150% مع تحمل المزيد من الديون لسد فجوات الميزانية». في يناير 2019، في خطوة لتعزيز اقتصاد لبنان ومساعدة البلاد على تجاوز ديونها، تعهدت قطر بشراء سندات حكومية بقيمة 500 مليون دولار. في يونيو 2019، ذكرت بلومبيرغ أن قطر اشترت بعض السندات وخططت لإكمال باقي الاستثمار قريبًا.

### التحويلات
يستفيد لبنان من شتاته الكبير المتماسك والريادي. مع مرور الوقت، أفرزت الهجرة «شبكات تجارية» لبنانية في جميع أنحاء العالم. ونتيجة لذلك، بلغ إجمالي الحوالات من اللبنانيين في الخارج إلى أفراد أسرِهِمْ داخل البلاد 8.2 مليار دولار، وتمثل خُمس اقتصاد البلاد. يعتقد نسيب غبريل، رئيس قسم الأبحاث والتحليل في بنك بيبلوس، أن اللبنانيين في الخارج يزودون لبنان بنحو 1 400 دولار للفرد كل عام.

## الاصلاحات الاقتصادية
تتركز برامج لبنان الحالية من الإصلاحات على ثلاثة محاور رئيسية هي[بحاجة لمصدر]:
- انتعاش الاقتصادي والنمو المستدام، مع القطاع الخاص كمحرك للنمو؛
- توطيد وتحسين الهيكلية في مالية القطاع العام.
- الهيكلة النقدية والمالية، واستقرار الأسعار.

حافظت الحكومة أيضًا على الالتزام الثابت لسعر صرف الليرة اللبنانية، الذي رُبط بالدولار منذ سبتمبر 1999.[بحاجة لمصدر] في أواخر عام 2000، خفضت الحكومة الرسوم الجمركية بشكل كبير، واعتمدت مخططات ترويج الصادرات من أجل الزراعة، وانخفضت رسوم الضمان الاجتماعي، والقيود المفروضة على الاستثمار في العقارات من قبل الأجانب، واعتمدت سياسة الأجواء المفتوحة، مع آثار إيجابية على التجارة في عام 1991. ومع ذلك، قوض التقدير النسبي للعملة اللبنانية القدرة على المنافسة، مع هبوط الصادرات السلعية من 23٪ من الناتج المحلي الإجمالي في عام 1989 إلى 4٪ في عام 2000.[بحاجة لمصدر]
في عام 2001، حولت الحكومة تركيزها على التدابير الضريبية، وزيادة الضرائب المفروضة على البنزين، والحد من النفقات، والموافقة على القيمة المضافة، دخلت الضريبة حيز التنفيذ في فبراير 2002. أعاقت نمو بطيء في القطاع المالي مما أدى إلى ودولرة الودائع من قدرة البنوك التجارية لتمويل الحكومة، وترك أكثر من العبء على البنك المركزي. وقد وضعت هذه تسييل العجز المالي ضغطا هائلا على احتياطيات البنك المركزي، خففت قليلا فقط مع إصدار سندات دولية جديدة على مدى السنوات الماضية. وقد حافظ البنك المركزي عملة مستقرة من خلال التدخل المباشر في السوق، فضلا عن انخفاض معدلات التضخم، ونجح في الحفاظ على ثقة المستثمرين في الديون. لقد فعلت ذلك في التكلفة، ولكن، وكما انخفضت الاحتياطيات الدولية بمقدار 2.4 مليار دولار في عام 2000 وبمقدار 1.6 مليار دولار في النصف الأول من عام 2001.[بحاجة لمصدر]
عام 2002، وضعت الحكومة التركيز في المقام الأول على الخصخصة، في البداية في قطاع الاتصالات والكهرباء، مع التخطيط المستمر لمبيعات شركة الطيران الدولة، ومرفأ بيروت، ومرافق المياه. وقد تعهدت الحكومة تطبيق عائدات المبيعات لخفض الدين العام والعجز في الميزانية. وبالإضافة إلى ذلك، فإنه يتوقع أن الخصخصة ستجلب المدخرات الجديدة وقد قلصت الوظائف الحكومية، وتخقض أسعار الفائدة، وحفز نمو القطاع الخاص الاستثمار الأجنبي. من ابرز تحديات الحكومة أيضا هو التصدي لمهمة شاقة هي للإصلاح الإداري، وتهدف إلى جلب التكنوقراط المؤهلين للتحفيز لبرامج اقتصادية طموحة، وإعادة النظر في تحقيق مزيد من الوفرات التي يمكن تحقيقها من خلال إجراء إصلاحات في نظام ضريبة الدخل. الحكومة اللبنانية تواجه تحديات كبيرة من أجل تلبية متطلبات برنامج التصحيح المالي التي تركز على الإصلاحات الضريبية والتحديث، وترشيد النفقات، والخصخصة، وتحسين إدارة الديون.[بحاجة لمصدر]
تتمتع الولايات المتحدة بموقع مصدر قوي للبنان، ترتيبها عموما كمصدر رابع أكبر دولة في لبنان من السلع المستوردة. يعمل حاليًا أكثر من 160 مكتب تمثيل للشركات الأميركية  في لبنان. منذ رفع القيود السفر المفروضة في عام 1997، فتحت عددا من الشركات الأميركية الكبيرة فروعًا أو مكاتب إقليمية، بما في ذلك مايكروسوفت، الخطوط الجوية الأمريكية، كوكا كولا، فيديكس، يو بي اس وجنرال إلكتريك، سيسكو سيستمز، ايلي ليلي وكومبيوتر أسوشيتس وبيبسي كولا. 
يوجد في المكسيك أيضًا العديد من الشركات التي يديرها لبنانيون، مثل  تيلمكس كارلوس سليم.
سهم سوليدير هو الأكثر تداولا في بورصة بيروت. وارتفع سعر سهمها في بورصة بيروت بشكل حاد في العام الماضي من نحو 5.00 دولار أميركي في أوائل عام 2004 ليغلق على 17,50 دولار  يوم الجمعة، 23 ديسمبر 2005.[بحاجة لمصدر]
حذر الرئيس اللبناني ميشال عون في 25 حزيران 2020 من أجواء حرب أهلية تظهر في الاضطرابات المستمرة، بينما البلاد تتعامل مع الأزمة المالية. إن الأزمة ينظر إليها على أنها أكبر تهديد لاستقرار لبنان وقيمة الليرة، التي انخفضت قيمتها بنسبة 75 % منذ أكتوبر من العام الماضي.

## النمو الاقتصادي
نظرا لاضطراب الأمن المتكررة التي واجهتها، واعتمدت في النظام المصرفي اللبناني نهجا محافظا، مع اللوائح الصارمة المفروضة من قبل البنك المركزي لحماية الاقتصاد من عدم الاستقرار السياسي. لم يقم هذه الأنظمة بشكل عام المصارف اللبنانية سالمة من الأزمة المالية للفترة 2007-2010. المصارف اللبنانية لا تزال قائمة، في ظل الظروف الحالية، وارتفاع في السيولة، وسمعته الطيبة لأمنهم. في أواخر عام 2008، تحولت وكالة موديز تصنيف لبنان السيادي من مستقر إلى إيجابي، وأقر أمنها المالية. وعلاوة على ذلك، مع زيادة قدرها 51٪ في سوق الأوراق المالية في بيروت، فقد احتل مؤشر مورغان ستانلي كابيتال انترناشيونال لبنان مزود أداء أفضل اللاعبين في العالم في عام 2008. لبنان هي واحدة من سبع دول فقط في العالم التي في قيمة سوق الأسهم ارتفعت في عام 2008. شهد الاقتصاد اللبناني مرونة استمرار النمو 8.5 في المئة في عام 2008 وسبعة في المئة في عام 2009. وفقا لتقرير صادر عن البنك الدولي، وينبغي أن نمو الناتج المحلي الإجمالي في عام 2010 لا تزال ثابتة عند سبعة في المئة. وأشار التقرير إلى عوامل متعددة للنمو لبنان في الآونة الأخيرة، وتوقع: أقل من المتوقع انخفاض في الصادرات والتحويلات المالية ثابتة، والاستثمار الأجنبي ارتفاع الطلب المحلي القوي، والسياحة المزدهرة، وازدهار القطاع المالي. لأن لبنان يتمتع أداء اقتصادي قوي على الرغم من الركود العالمي، ويتوقع البنك الدولي استمرار النمو في الاقتصاد العالمي وتحسن في عام 2010. يتوقع البنك الدولي نمو الاقتصادي في لبنان بنسبة 3.8٪ في عام 2012، مقارنة مع نمو بنسبة 2.5٪ بالنسبة للاقتصاد العالمي، 5.4٪ في البلدان النامية، بنسبة 3.2٪ في منطقة الشرق الأوسط وشمال أفريقيا، 2.5٪ لمنطقة الشرق الأوسط والمستوردة للنفط البلدان، و 3.4٪ بالنسبة للبلدان في المنطقة، مع ضعف الموارد والعمالة الزائدة.
ومعدل النمو المتوقع في لبنان لعام 2012 تجعل من الاقتصاد 3 الأسرع نموا في منطقة الشرق الأوسط وراء العراق مع نمو 12.6٪ والمغرب بنسبة 4٪.
مزيد من العجز في توقعات البنك الدولي لبنان في الحساب الجاري على 17.2٪ من الناتج المحلي الإجمالي في عام 2012 بالمقارنة مع 20.6٪ من إجمالي الناتج المحلي في العام الماضي، أعلى المعدلات في المنطقة، وبالمقارنة مع فائض قدره 2.2٪ من الناتج المحلي الإجمالي للمنطقة هذا العام. وقال البنك المستوردة للنفط العربي مع وصلات إلى الاتحاد الأوروبي سوف يشعر تأثير تباطؤ النمو الأوروبي والعالمي، وذلك أساسا عن طريق التجارة في السلع التحويلات المالية. واضافت ان الدول المستوردة للنفط مع وصلات دول مجلس التعاون الخليجي مثل لبنان والأردن سوف تكون أكثر محمية، ولكن سوف لا يزالون يشعرون التأثيرات غير المباشرة من انخفاض النشاط في دول مجلس التعاون الخليجي.
في موازاة ذلك، قدر البنك الدولي النمو الاقتصادي في لبنان في 3٪ في عام 2011، انخفاضا من 7٪ في عام 2010 ومقارنة مع نمو بنسبة 2.4٪ في منطقة الشرق الأوسط وشمال أفريقيا و 1.8٪ بالنسبة للبلدان في المنطقة، مع ضعف الموارد وفيرة العمل.
وكان لبنان في الاقتصاد 3 الأسرع نموا في منطقة الشرق الأوسط في عام 2011، تعادل مع الجزائر والعراق وراء القادمة مع 9.6٪ والمغرب ب 4.3٪.
وقدر أيضا العجز المالي في لبنان بنسبة 5.5 في المائة من الناتج المحلي الإجمالي في عام 2011، بالمقارنة مع عجز قدره 7.3٪ من الناتج المحلي الإجمالي للمستوردين للنفط في المنطقة. وقال ان العجز في الحساب الجاري في لبنان بلغت 20.6٪ من الناتج المحلي الإجمالي في عام 2011، ارتفاعا من 19.7٪ من الناتج المحلي الإجمالي في عام 2010 ومقارنة مع فائض قدره 3.7٪ من الناتج المحلي الإجمالي للمنطقة.
أيضا، قدر البنك الدولي احتياطيات لبنان من العملات الأجنبية في 18.6 شهرا من الواردات في عام 2011 مقارنة ب 8.4 شهر من الواردات بالنسبة للمستوردين للنفط في المنطقة الصافية، والتي تشكل أعلى مستوى ثالثة في المنطقة وراء الجزائر مع 38 شهرا من واردات والمملكة العربية السعودية مع 27.3 أشهر من الواردات.

## الأجور والدخل الفردي
في 15 أكتوبر 2011، بعد أن هددت نقابات مختلفة، بما في ذلك نقابة المعلمين والنقابة العامة للعمال وآخرين بالإضراب، تم رفع الحد الأدنى للأجور بنسبة 40٪ من 200،000 ليرة لبنانية (133 دولارًا) إلى 700،000 ليرة لبنانية (466 دولارًا). استمرت معظم النقابات في الإضراب باستثناء النقابة العامة للعمال.
- تمت زيادة الأجور بين الحد الأدنى للأجور و 1،200،000 ليرة لبنانية (800 دولار أمريكي) بمقدار 200،000 (133 دولار أمريكي) لتصبح 700،000 ليرة لبنانية (الحد الأدنى للأجور) و 1،400،000 ليرة لبنانية (933 دولار أمريكي) على التوالي.
- تمت زيادة الأجور التي تزيد عن 1،200،000 ليرة لبنانية إلى 1،700،000 ليرة لبنانية (1،133 دولار أمريكي) بمقدار 300،000 ليرة لبنانية (200 دولار أمريكي) لتصبح 1،500،000 ليرة لبنانية (1،000 دولار أمريكي) و 2،000،000 ليرة لبنانية (1،333 دولار أمريكي).
- لم تتم زيادة الأجور التي تزيد عن 1،800،000 ليرة لبنانية (1،200 دولار أمريكي).

ورحب معظم اللبنانيين بالزيادة في الأجور لكنها أثارت انتقادات من بعض النقابات العمالية قائلة إن الزيادات لم تكن على مستوى التوقعات خاصة أن الموظفين الذين يتقاضون أكثر من 1200 دولار لا يحق لهم الحصول على زيادات. وانتقد آخرون الزيادات كليًا مشيرين إلى أنها ستثقل كاهل الشركات الصغيرة التي قد تنتهي بالإغلاق تمامًا، وكان هؤلاء النقاد في الأساس من السياسيين المعارضين.
تحليل البنك الدولي لعام 2013 لمؤشر جودة الحياة في لبنان:
- %15 من اللبنانيين يعيشون تحت خط الفقر (2،500 دولار)[65]
- %54 من اللبنانيين يعيشون في الطبقة المتوسطة المعتدلة (9،000 دولار) سنويا. ▲ %12 من 1998
- %32 من اللبنانيين يعيشون في الطبقة المتوسطة العليا (15،000-27،000 دولار) سنويًا.▼ %19 من 1998
- %7 من اللبنانيين يعيشون في الطبقة العليا الغنية (30 ألف دولار وما فوق) سنوياً.▲ %1 من 1998

## اتجاه الاقتصاد الكلي
هذا مخطط لاتجاه الناتج المحلي الإجمالي للبنان بأسعار السوق المقدرة من قبل صندوق النقد الدولي بالأرقام بملايين الليرات اللبنانية. الأرقام السابقة لعام 1995 مشوهة بشكل كبير بسبب التضخم المفرط.
| عام  | إجمالي الناتج المحلي | سعر صرف الدولار الأمريكي | مؤشر التضخم (2000=100) |
| ---- | -------------------- | ------------------------ | ---------------------- |
| 1980 | 14،000               | 3.43 ليرة لبنانيّة        | 0.071                  |
| 1985 | 59،329               | 16.41 ليرة لبنانيّة       | 0.21                   |
| 1990 | 1،973،000            | 695.20 ليرة لبنانيّة      | 18                     |
| 1995 | 18،027،607،000       | 1،621.33 ليرة لبنانيّة    | 81                     |
| 2000 | 25،143،000،000       | 1،507.46 ليرة لبنانيّة    | 100                    |
| 2005 | 33،243،000،000       | 1،507.48 ليرة لبنانيّة    | 105                    |
| 2007 | 37،243،000،000       | 1،507.48 ليرة لبنانيّة    | 103                    |
| 2009 | 41،243،000،000       | 1،507.48 ليرة لبنانيّة    | 101                    |
| 2011 | 63،243،000،000       | 1،507.48 ليرة لبنانيّة    | 99                     |

ويبين الجدول التالي أهم المؤشرات الاقتصادية 1980-2017.
| عام                                                                           | 1980        | 1985        | 1990        | 1995        | 2000        | 2005        | 2006        | 2007        | 2008        | 2009        | 2010        | 2011        | 2012        | 2013        | 2014        | 2015        | 2016        | 2017        |
| ----------------------------------------------------------------------------- | ----------- | ----------- | ----------- | ----------- | ----------- | ----------- | ----------- | ----------- | ----------- | ----------- | ----------- | ----------- | ----------- | ----------- | ----------- | ----------- | ----------- | ----------- |
| الناتج المحلي الإجمالي بالدولار الأمريكي (تعادل القوة الشرائية )              | 15.33 مليار | 27.70 مليار | 12.64 مليار | 25.34 مليار | 32.90 مليار | 43.43 مليار | 46.11 مليار | 51.75 مليار | 57.65 مليار | 63.93 مليار | 69.91 مليار | 72.01 مليار | 75.39 مليار | 78.63 مليار | 81.64 مليار | 83.20 مليار | 85.11 مليار | 87.78 مليار |
| نصيب الفرد من الناتج المحلي الإجمالي بالدولار الأمريكي (تعادل القوة الشرائية) | 6،013       | 10،863      | 4،674       | 8،352       | 10،169      | 11،032      | 11،301      | 12،501      | 13،772      | 15،053      | 16،104      | 16،430      | 17،038      | 17،769      | 18،450      | 18،803      | 19،050      | 19،439      |
| النمو في الناتج المحلي (الحقيقي)                                              | 1.5%        | 24.3%       | −13.4%      | 6.5%        | 1.1%        | 2.7%        | 1.7%        | 9.3%        | 9.2%        | 10.1%       | 8.0%        | 0.9%        | 2.8%        | 2.6%        | 2.0%        | 0.8%        | 1.0%        | 1.2%        |
| التضخم                                                                        | 23.9%       | 69.4%       | 68.9%       | 10.3%       | −0.4%       | −0.7%       | 5.6%        | 4.1%        | 10.8%       | 1.2%        | 9.6%        | 4.5%        | 6.6%        | 4.8%        | 1.9%        | −3.7%       | −0.8%       | 4.5%        |
| الدين الحكومي (النسبة المئوية من الناتج المحلي الإجمالي)                      | ...         | ...         | ...         | ...         | 146%        | 179%        | 183%        | 169%        | 161%        | 144%        | 137%        | 134%        | 131%        | 138%        | 139%        | 142%        | 151%        | 153%        |

## بورصة بيروت
بورصة بيروت هي سوق الأوراق المالية الوحيدة العاملة في لبنان. ترجع بداياتها إلى سنة 1920 زمن الانتداب الفرنسي. وقع سن قوانين تنظم السوق سنة 1945. شهدت السوق فترتها الذهبية في الخمسينيات والستينيات قبل أن تشهد ركودا بسبب الحرب. أغلقت السوق سنة 1983 بسبب الوضع الاقتصادي والأمني المتدهور. أعيد فتحها في سبتمبر 1995 لتعود التعاملات فيها في يناير 1996. بلغت قيمتها السوقية في 31 ديسمبر 2006 8.3 مليار دولار.

### الشركات المدرجة
يبلغ عدد الشركات المدرجة في بورصة بيروت 11 شركة إلى جانب عدة أدوات دين وصنادق استثمارية.

## تحليلمجموعة العمل المالي(FATF) للبنان
يعاني لبنان من أزمة اقتصادية حادة منذ عام 2019، تمثلت بانهيار النظام المالي، والتخلف عن سداد الديون السيادية، وارتفاع الدين العام بشكل كبير. وقد تفاقمت هذه الأزمة بفعل جائحة كوفيد-19 وانفجار مرفأ بيروت عام 2020، ما أدى إلى اتساع رقعة الفقر وتضرر البنى التحتية. وفي آذار/مارس 2025، قدّر البنك الدولي حاجات لبنان للتعافي وإعادة الإعمار بنحو 11 مليار دولار.
في تشرين الأول/أكتوبر 2024، أدرجت مجموعة العمل المالي (FATF) لبنان على قائمتها الرمادية، باعتباره من الدول الخاضعة للرقابة المشددة، وذلك بسبب أوجه القصور الاستراتيجية في مكافحة غسل الأموال وتمويل الإرهاب.

### الإدراج على القائمة الرمادية
استند قرار مجموعة العمل المالي بإدراج لبنان على القائمة الرمادية إلى عدة عوامل، من أبرزها:
- قصور في عمل القضاء: أعربت المجموعة عن قلقها حيال ضعف استقلالية القضاء اللبناني وفعاليته في ملاحقة الجرائم المالية.
- الاعتماد على الاقتصاد النقدي: أدّى انهيار القطاع المصرفي عام 2019 إلى زيادة الاعتماد على التعاملات النقدية، ما أثار المخاوف من اتساع حركة الأموال غير المشروعة.
- مخاطر تمويل الإرهاب: أشارت المجموعة إلى أن السلطات اللبنانية لم تتخذ إجراءات كافية لمعالجة المخاطر الناجمة عن أنشطة بعض التنظيمات المسلحة المحلية.

### التداعيات
يؤدي إدراج لبنان على القائمة الرمادية إلى إخضاعه لرقابة دولية مشددة، ما قد يؤثر سلبًا على تدفق الاستثمارات الأجنبية، ويزيد من تعقيدات التحويلات المالية، ويرفع من كلفة الامتثال على المؤسسات المالية العاملة في البلاد. كما يعكس هذا التصنيف الحاجة الملحة إلى تنفيذ إصلاحات شاملة في إطار مكافحة غسل الأموال وتمويل الإرهاب.

### موقف الحكومة
في أعقاب الإدراج، تعهدت السلطات اللبنانية بتنفيذ خطة عمل مفصلة تمتد لعامين، على أن تنتهي في نهاية عام 2026، بهدف معالجة أوجه القصور المحددة وتمهيد الطريق لإعادة تقييم وضع لبنان من قبل مجموعة العمل المالي.